# Castellare-di-Casinca
Castellare-di-Casinca (korsisch U Castellà di Casinca; italienisch Castellare di Casinca) ist eine Gemeinde auf der französischen Insel Korsika. Sie gehört zum Département Haute-Corse, zum Arrondissement Corte und zum Kanton Casinca-Fiumalto.

## Geografie
Castellare-di-Casinca grenzt im Osten an das Tyrrhenische Meer und ist von den Gemeinden Sorbo-Ocagnano im Norden und Penta-di-Casinca im Süden umgeben. Das Siedlungsgebiet liegt durchschnittlich auf 150 Metern über dem Meeresspiegel.

## Sehenswürdigkeiten
- Kirche San Pancraziu
- ehemalige Kirchen Sainte-Marguerite und Saint-Sébastien

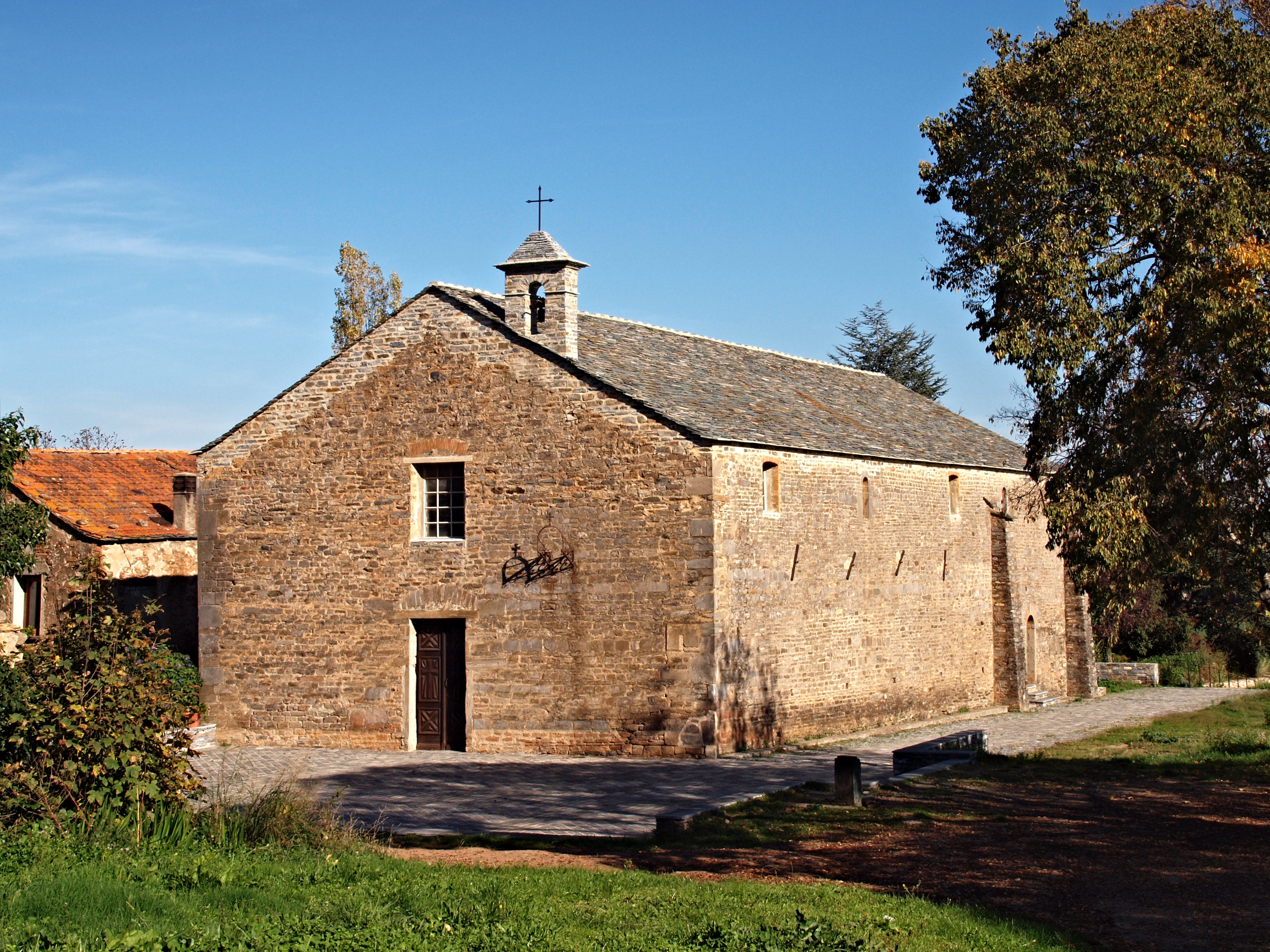
Der Kirchenbau San Pancraziu resp. Saint-Pancrace

## Bevölkerungsentwicklung
| Jahr      | 1962 | 1968 | 1975 | 1982 | 1990 | 1999 | 2006 | 2017 |
| --------- | ---- | ---- | ---- | ---- | ---- | ---- | ---- | ---- |
| Einwohner | 417  | 404  | 615  | 360  | 389  | 498  | 557  | 666  |